# Broncho Billy's Heart
Broncho Billy's Heart è un cortometraggio muto del 1912 scritto, diretto, prodotto e interpretato da Gilbert M. 'Broncho Billy' Anderson.

## Produzione
Il film fu prodotto dall'Essanay Film Manufacturing Company. Venne girato a Niles, in California, dove Anderson aveva stabilito la sede californiana della casa di produzione di Chicago.

## Distribuzione
Distribuito dalla General Film Company, il film uscì nelle sale cinematografiche USA il 23 novembre 1912.